# DragonStrike (videogioco 1992)
DragonStrike, anche noto come Dragon Strike, è un videogioco sparatutto a scorrimento con draghi, sviluppato dalla Westwood Associates e pubblicato nel 1992 per Nintendo Entertainment System dalla FCI (Fujisankei Communications International). 
Si basa ufficialmente sull'ambientazione fantasy Dragonlance. L'illustrazione di copertina è la stessa di Dragons of Hope, un modulo del gioco di ruolo da tavolo di Dragonlance.
La Westwood aveva già sviluppato anche DragonStrike per computer, che ha la stessa ambientazione e la stessa immagine di copertina, ma è un vero simulatore di volo tridimensionale.

## Modalità di gioco
DragonStrike ha visuale dall'alto, con scorrimento multidirezionale sopra vari tipi di paesaggio. Il drago può volare in tutte le direzioni a velocità costante e sparare in avanti con il soffio. Può variare tra due altitudini, riconoscibili dalla figura del drago grande o piccola.
Si affronta una serie di missioni, dopo aver scelto se cavalcare un drago di bronzo, d'argento o d'oro, ciascuno con diverse caratteristiche di velocità e resistenza e con due tipi di soffio, e dopo aver scelto tra tre livelli di difficoltà.
I nemici sono altri draghi, che possono lasciare power-up quando uccisi, e vari bersagli di terra e di mare, attaccabili solo dall'altitudine bassa. Ci sono anche alcuni scontri con boss.